# Geomyersia glabra
Geomyersia glabra är en ödleart som beskrevs av  Allen E. Greer och PARKER 1968. Geomyersia glabra ingår i släktet Geomyersia och familjen skinkar. Inga underarter finns listade i Catalogue of Life.